# تيوكالينسك
تيوكالينسك (بالروسية: Тюкалинск) هي إحدى مدن روسيا في الكيان الفدرالي الروسي أومسك أوبلاست.